# Tosca (Sängerin)

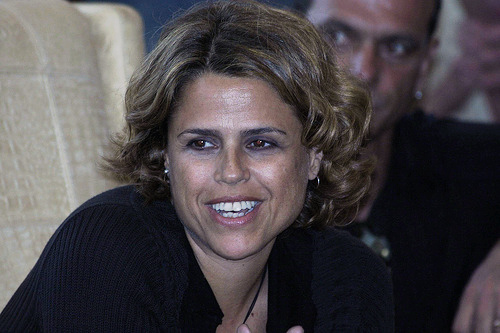
Tosca (2007)

Tosca (* 29. August 1967 in Rom als Tiziana Tosca Donati) ist eine italienische Popsängerin und Theaterschauspielerin.

## Karriere
Tosca sammelte ihre ersten musikalischen Erfahrungen als Sängerin in einer römischen Bar, wo sie schließlich von Renzo Arbore entdeckt wurde. Dieser verhalf ihr zu Auftritten im Fernsehen, bis sie schließlich beim Sanremo-Festival 1992 in der Newcomer-Kategorie mit dem Lied Cosa farà Dio di me ins Rennen ging. Im Anschluss erschien ihr selbstbetiteltes Debütalbum. Diesem folgte schon 1993 das Album Attrice. Danach nahm sie eine Reihe von Duetten auf, etwa mit Lucio Dalla, Riccardo Cocciante oder Renato Zero, und präsentierte beim Sanremo-Festival 1996 an der Seite von Ron das Lied Vorrei incontrarti fra cent’anni. Das Duett gewann das Festival.
Nach dem Sanremo-Sieg veröffentlichte Tosca das Album L’altra Tosca, auf dem die vorangegangenen Duette enthalten waren. Danach wandte sich dem Theater zu und sang den Titelsong des Films Jane Eyre von Franco Zeffirelli. Schon 1997 kehrte sie mit Nel respiro più grande nach Sanremo zurück und ließ das Album Incontri e passaggi folgen, auf dem Lieder von u. a. Ennio Morricone, Chico Buarque oder Ivano Fossati enthalten waren. Dafür wurde sie mit einer Targa Tenco ausgezeichnet. 1998 war die Sängerin mit dem Musical Sette spose per sette fratelli beschäftigt (einer Adaption des Films Eine Braut für sieben Brüder).
Für den Vatikan sang Tosca daraufhin geistliche Musik, bis sie 2001 mit Salvatore Giuliano ein neues Musical präsentierte. 2002 trat sie in den Theaterstücken Wozzeck, Lulu, la morte e gli altri sowie Monologhi della vagina auf. Im Jahr darauf präsentierte sie das Liedtheater Notte in bianco und spielte in einer Inszenierung der Dreigroschenoper mit. Außerdem erschien ihr neues Album Sto bene al mondo. Nach weiteren Theater- und Filmrollen und dem Album Romana kehrte sie 2007 mit Il terzo fuochista zum Sanremo-Festival zurück. 2012 nahm sie zusammen mit der Musikkapelle von Albiano das Album Trentino senza tempo mit Musik aus dem Trentino auf, 2014 folgte das Album Il suono della voce, 2017 der Konzertmitschnitt Appunti musicali dal mondo.
Mit dem Lied Ho amato tutto erreichte Tosca beim Sanremo-Festival 2020 den sechsten Platz und wurde mit dem Sonderpreis für die beste Komposition ausgezeichnet.

## Diskografie
Alben
- Tosca (1992)
- Attrice (1993)
- L’altra Tosca (1996)
- Incontri e passaggi (1997)
- Sto bene al mondo (2003)
- Romana (2006)
- Trentino senza tempo (2010)
- Il suono della voce (2014)
- Appunti musicali dal mondo (2017)
- Morabeza (2019)

Singles
- Carcere ’e mare (1989)
- Cosa farà Dio di me (1992)
- Vorrei incontrarti fra cent’anni (1996) – mit Ron
- Jane Eyre (1996)
- Nel respiro più grande (1997)
- Il mio inizio sei tu (1997) – mit Fiorello
- Tra cielo e terra (2006)
- Il terzo fuochista (2007)
- Priesencolinensinainciusol (2015)
- Il porto (A mesma musica) (2017)
- L’invenzione di un poeta (2018) – mit Nicola Piovani
- Giuramento (2019)
- Normalmente (2019)
- Ho amato tutto (2020)

## Theater
- Carro Fantastico (1992)
- Sette spose per sette fratelli – mit Raffaele Paganini (1997/1998)
- Musica Caeli – mit Musica per il Cielo Ensemble (2000)
- Salvatore Giuliano – mit Giampiero Ingrassia, Regie: Armando Pugliese (2001)
- Wozzeck, Lulu, la morte e gli altri – con Carla Fracci, Regie: Beppe Menegatti (2002)
- I Monologhi della Vagina – Regie: Emanuela Giordano (2002)
- Notte in Bianco – Regie: Claudio Insegno (2003)
- L’opera da tre soldi – mit Massimo Venturiello (2003–2005)
- Il tango delle ore piccole – mit Massimo Venturiello (2004/2005)
- Semo o nun semo – von Nicola Piovani (2004/2005)
- Romana – Regie: Massimo Venturiello (2005–2007)
- Gastone – Regie: Massimo Venturiello (2006–2008)
- La strada – Regie: Massimo Venturiello (2008/2009)
- Musicanti (Sonata a Cosimina) – mit Massimo Venturiello, Regie: Massimo Venturiello (2009–2011)
- La Corona di Tombacco – von Marco Betta (2010)
- Il borghese gentiluomo – mit Massimo Venturiello, Regie: Massimo Venturiello (2011–2013)
- Italiane – mit Maddalena Crippa und Lina Sastri, Regie: Emanuela Giordano (2011)
- Zoom spartito cinematografico – Musik: Ruggiero Mascellino, Regie: Massimo Venturiello (2011)
- Il grande dittatore – mit Massimo Venturiello, Regie: Massimo Venturiello (2015)

## Filmografie
- 2006: Baciami piccina – Regie: Roberto Cimpanelli

## Belege
1. ↑  Alben von Tosca. In: Italiancharts.com. Hung Medien, abgerufen am 9. Februar 2020.
2. ↑  Guido Racca: M&D Borsa Singoli 1960-2019. Selbstverlag, 2019, ISBN 978-1-09-326490-6, S. 370.
3. ↑  Songs von Tosca. In: Italiancharts.com. Hung Medien, abgerufen am 18. Juli 2019.

| Personendaten    | Personendaten                                      |
| ---------------- | -------------------------------------------------- |
| NAME             | Tosca                                              |
| ALTERNATIVNAMEN  | Donati, Tiziana Tosca (Geburtsname)                |
| KURZBESCHREIBUNG | italienische Popsängerin und Theaterschauspielerin |
| GEBURTSDATUM     | 29. August 1967                                    |
| GEBURTSORT       | Rom                                                |